# Katarina Lancasterska
Katarina Lankasterska (engleski: Catherine; španjolski: Catalina; dvorac Hertford, Kraljevina Engleska, 31. ožujka 1373. – Valladolid, 2. lipnja 1418.) bila je engleska plemkinja te kraljica Kastilje i Leona brakom. Kraljica Katarina poznata je kao regentica uime svog sina – postala je regent 1406. godine.
Katarinin je otac bio John od Gaunta (Ivan), a majka Konstancija Kastiljska, nasljednica kralja Petra Kastiljskoga. 

## Brak
Gospa Katarina udala se za Henrika III. Kastiljskog u katedrali u Palenciji. Ovo su djeca kraljevskog para:
- Marija Kastiljska

Supruga Alfonsa V. Aragonskog i kraljica Napulja
- Katarina Kastiljska, vojvotkinja Villene

Udala se za svoga rođaka Henrika Aragonskog.
- Ivan II.

Očev nasljednik

## Rodoslovlje
Katarina je bila potomak Alfonsa XI. Kastiljskog, koji je bio otac Petra Kastiljskog i Henrika II. „Bratoubojice”. Katarinin se otac, John od Gaunta, 1. vojvoda od Lancastera, oženio Petrovom kćerju Konstancijom, koja je bila nasljednica.